# 다다 료스케
다다 료스케(일본어: 夛田 凌輔, 1992년 8월 7일 ~ )는 일본의 축구 선수이다.

## 구단 경력
그는 2011년부터 2023년까지 J리그의 세레소 오사카, 오이타 트리니타, 더스파구사쓰 군마, AC 나가노 파르세이루, 도치기 SC, 블라우블리츠 아키타, SC 사가미하라, 기라반츠 기타큐슈에서 활동하였다.

## 국가대표팀 경력
그는 2009년 FIFA U-17 월드컵에 참가할 일본 U-17 국가대표팀에 선발되었으나 경기에 출전하지는 못하였다.